# Tormenta tropical Arlene (1993)
La tormenta tropical Arlene  fue la tercera tormenta en ser nombrada en la temporada de huracanes del Atlántico de 1993. Se formó el 18 de junio avanzando en dirección oeste-noroeste y tocando tierra en las costas de Texas entre el 19 y 21 de junio de 1993. Arlene mató a más de 29 personas (20 de las cuales mientras era una onda tropical) y causó $55 millones de dólares (1993 USD) en daños.

## Historia meteorológica

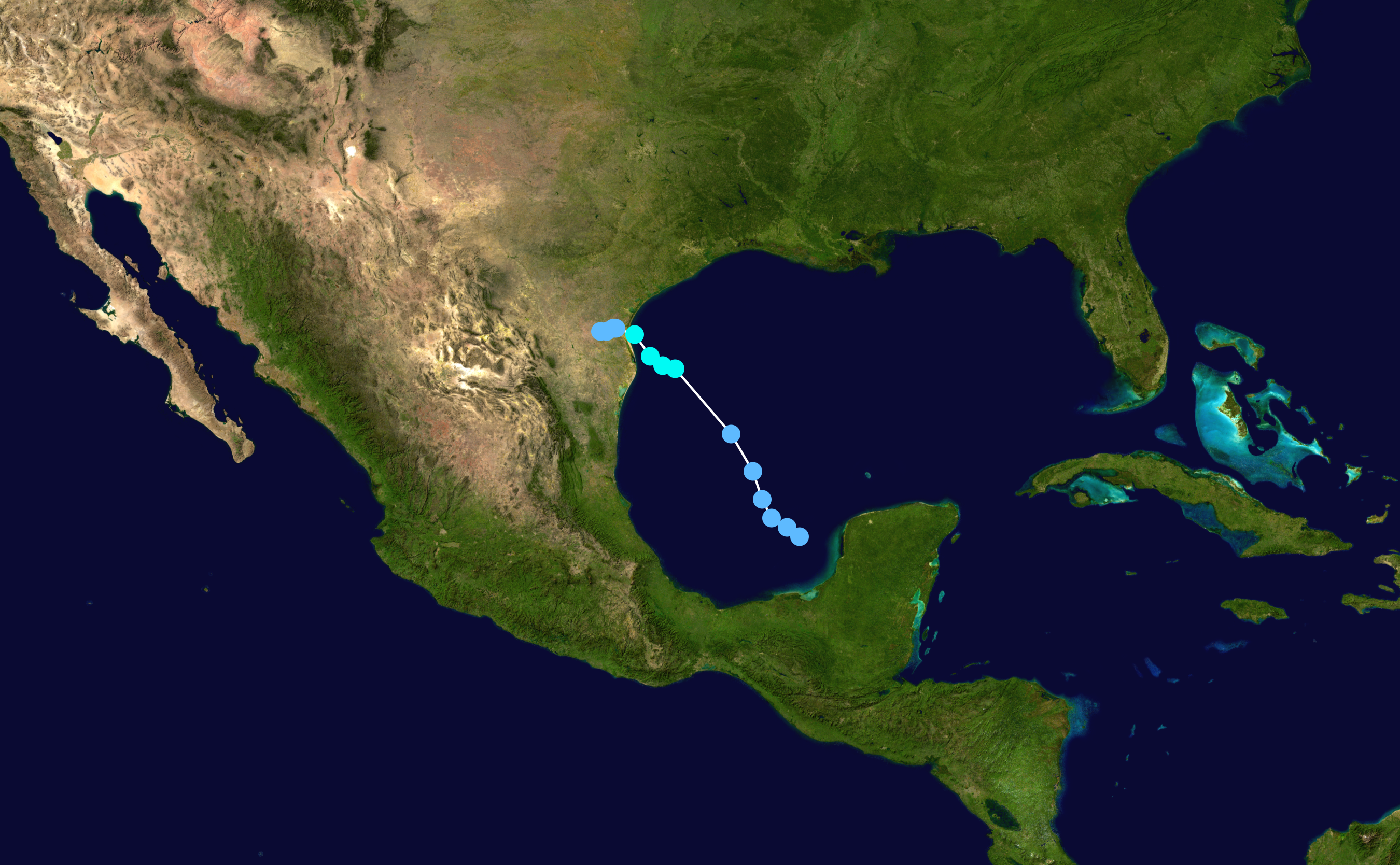
Trayecto de la tormenta.

Una onda tropical fue detectada en el mar Caribe cercano a América Central el 9 de junio. El sistema se movió hacia el oeste, trayendo consigo fuertes lluvias que mataron a 20 personas en El Salvador. Fuertes cizalladuras imposibilitaron que el sistema tomara fuerza al desplazarse al golfo de México.